# Аллахвердиев, Эльнур Марат оглы
Эльнур Марат оглы Аллахвердиев (род. 21 апреля 1978, Баку) — депутат Национального собрания Азербайджана VI созыва.

## Биография
Родился 21 апреля 1978 года в г. Баку. В 1999 году окончил Азербайджанский международный университет по специальности «юриспруденция». В 1999-2000 годах служил в Вооруженных силах Азербайджана в Газахском районе. В 2015 году окончил Азербайджанский государственный экономический университет по специальности «Правовое регулирование экономики».
Свободно говорит на русском и английском языках.

## Деятельность
С 2001 по 2020 год являлся генеральным директором ООО «ABC-Telecom».
С 14 ноября 2014 года по 29 декабря 2019 года занимал должность почетного консула Словении в Азербайджане.
С 26 марта 2018 года по 1 июля 2021 года являлся председателем Наблюдательного совета ООО «Azercell».
Эльнур Аллахвердиев приостановил свою предпринимательскую деятельность в связи с участием в парламентских выборах 2020 года. Являлся кандидатом от партии «Ени Азербайджан» от Ясамальского III избирательного округа № 17. 9 февраля 2020 года избран депутатом Милли Меджлиса VI созыва, набрав 40% голосов.
Вступил в должность 10 марта 2020 года. Стал членом Комитета по молодежи и спорту, Комитета по экономической политике, промышленности и предпринимательству, а также Счетной комиссии.
Является председателем Парламентской ассамблеи ГУАМ (ПА), руководителем азербайджанской делегации в ПА ГУАМ и руководителем азербайджано-чешской рабочей группы по межпарламентским связям.

## Семья
Отец, Марат Аллахвердиев, являлся членом Верховного Совета Азербайджанской ССР.